# Departamento Nueve de Julio (San Juan)
Nueve de Julio es un departamento de la provincia de San Juan (Argentina), que se encuentra ubicado en el centro sur de dicha provincia. Con una superficie que está sobre el oasis agrícola del Valle del Tulúm, Nueve de Julio presenta casi el 80% de su superficie cultivada, con una producción frutihortícola de renombre.

## Toponimia
El nombre de este departamento se debía a que en la zona antes que de que fuera departamento había una localidad con el nombre de 9 de julio, luego pasó a ser la villa cabecera. También hace honor a la fecha de la declaración de la independencia el 9 de julio de 1816.

## Historia
Como en todo el resto del Valle del Tulúm, los primeros habitantes del territorio que hoy ocupa el actual departamento 9 de Julio fueron los Huarpes, dedicados a la agricultura, la caza y a la pesca en lo que hoy se denomina río San Juan. Así fue la vida de este territorio hasta la llegada de los españoles a principio del año 1562.
La historia de este departamento como municipio independiente es muy reciente al igual que su poblamiento. Desde los tiempo de la colonia, dicha zona estuvo anexada al Departamento Santa Lucía, como lo dictaminaba una ley municipal sancionada en el año 1869.
Durante el año 1913, Victorino Ortega (gobernador de la provincia en ese año), realizó una nueva organización territorial en la provincia, dividiéndola en 20 distritos, en la que 9 de Julio aparece como un municipio que incluye a las localidades de Las Chacritas y Rincón Cercado.
En 1928, durante el gobierno de Federico Cantoni, se sanciona una ley electoral, donde se suprimieron varios municipios; entre ellos se encontraba 9 de Julio, que pasó a formar parte del Departamento Pocito.
En el año 1935, por una nueva legislación deja de pertenecer al Pocito y, finalmente durante la gobernación de Pedro Valenzuela, por disposición número 867 del 19 de septiembre de 1942, se reconoció a 9 de Julio como uno más de los 19 departamentos de la provincia
Los límites establecieron e incluyeron a las localidades de Villa Nueve de Julio, Tierra Adentro, Las Majaditas y Las Chacritas como distritos dependientes de este municipio.
En cuanto a la religión, departamento siguió dependiendo de la parroquia de Santa Lucía, hasta el año 1992, así el 8 de mayo de dicha fecha, bajo la advocación de Nuestra Señora del Rosario, fue elegida como santa patrona departamental independiente de la de Santa Lucía.

## Geografía

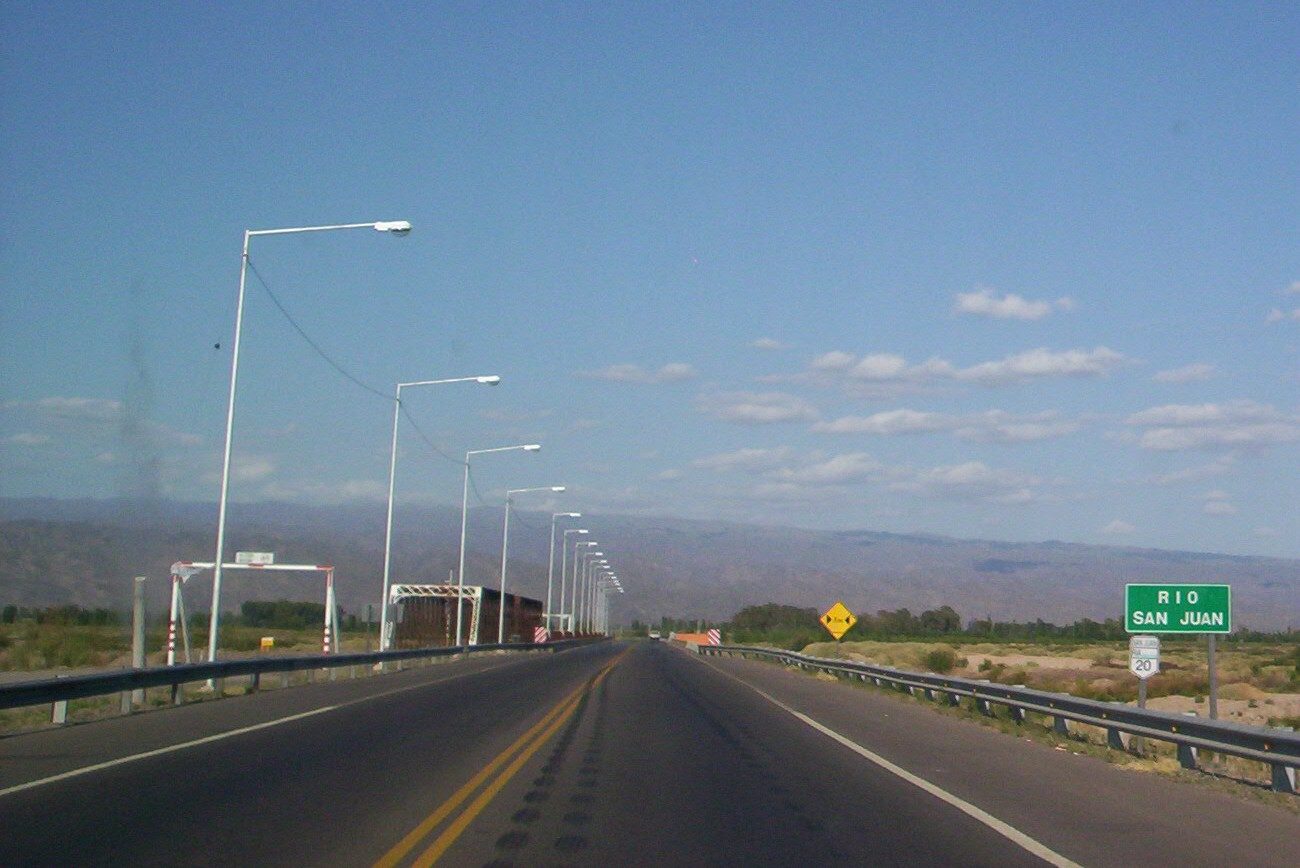
Ruta Nacional número 20, a la altura del Río San Juan.

El Departamento 9 de Julio se encuentra emplazado en el centro sur de la provincia de San Juan, al este de la ciudad de San Juan a unos 15 km y posee 185 kilómetros cuadrados. Sus límites son:
- Al norte los departamentos de: Santa Lucía y San Martín
- Al sur con los de 25 de mayo y Rawson
- Al este con: Caucete y 25 de mayo
- Al oeste con: Rawson

9 de julio es también uno de los departamentos integrantes del oasis del Valle del Tulúm, es un espacio encerrado por el río San Juan, al este y el arroyo de agua negra al oeste, donde predomina un relieve de planicie con declive hacia el este. Su paisaje asocia áreas de oasis alimentadas por los ríos y zonas desérticas, por lo general ubicadas al sur del departamento.
Las características climáticas están representadas por un clima continental con veranos muy calurosos con temperaturas de hasta 40 °C e inviernos fríos a moderados con presencia de temperaturas bajo cero. Sufre la escasez de luvias y la caída de granizo en el verano, lo cual afecta la actividad agrícola. En cuanto a los vientos se destacan el viento zonda, cálido y seco proveniente del oeste y el viento sur, frío húmedo.
La flora está caracterizada por una vegetación xerófita, como jarillas y el retamos, aunque también se encuentran totora y diversos juncos. La fauna esta destacada por garzas, gallaretas, pollas de agua y coipos en loas zonas del río San Juan. También son abundantes los insectos.
- Coordenadas: 31°37′S 68°23′O / -31.617, -68.383

### Población

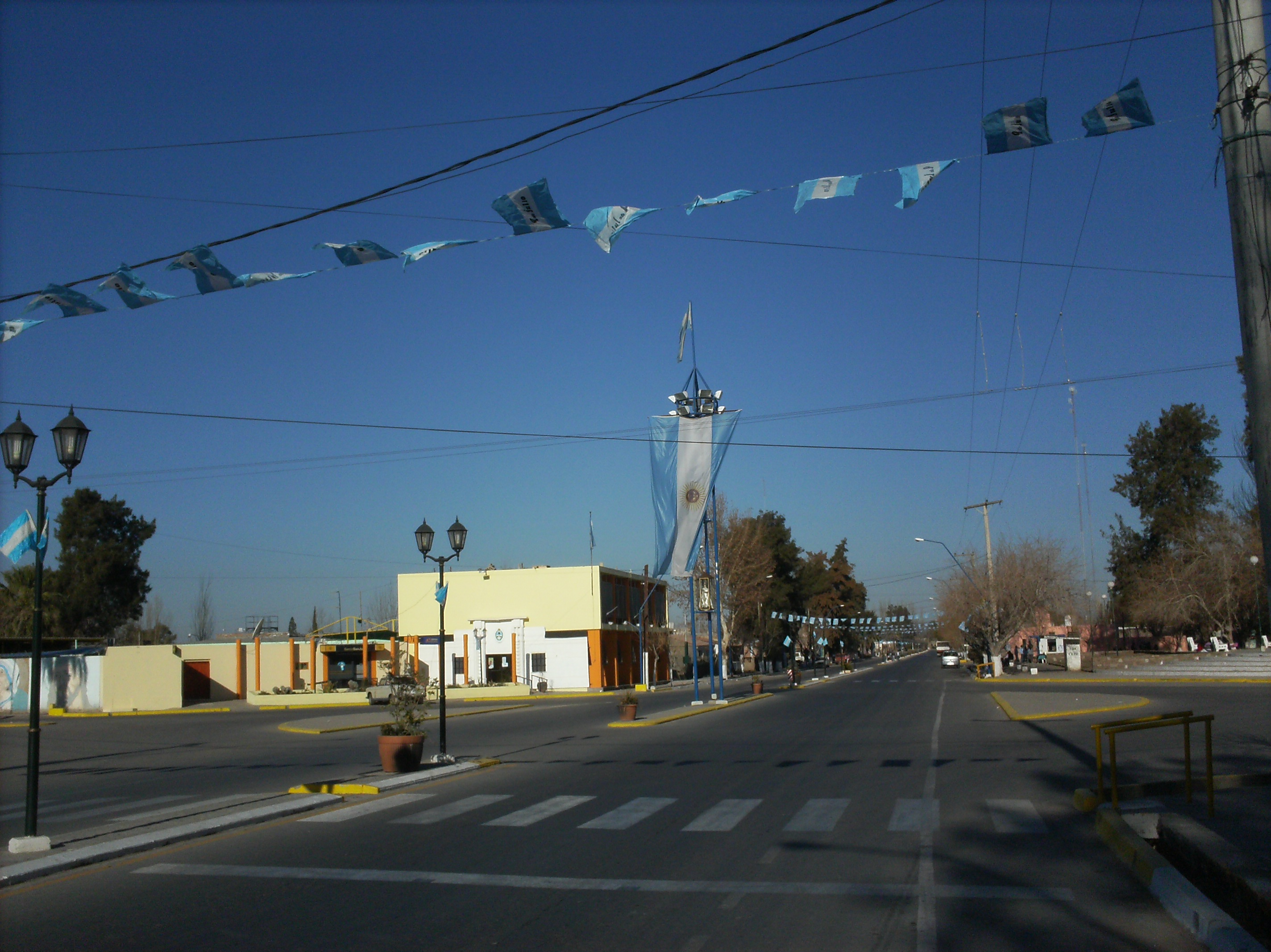
Vista del edificio de la Municipalidad de 9 de Julio y la Diagonal San Martín en la localidad cabecera, el asentamiento más poblado del departamento.

9 de julio es uno de los departamentos más despoblados de la provincia contando con tan sólo 7.652 según el censo 2001.
El censo 2010 arrojó 9.307 habitantes.

Para el censo 2022 el departamento registró 12 514 habitantes; lo que representó un aumento en la cantidad de personas del 34,5% mayor que el crecimiento poblacional provinciala situado en 20,8%.

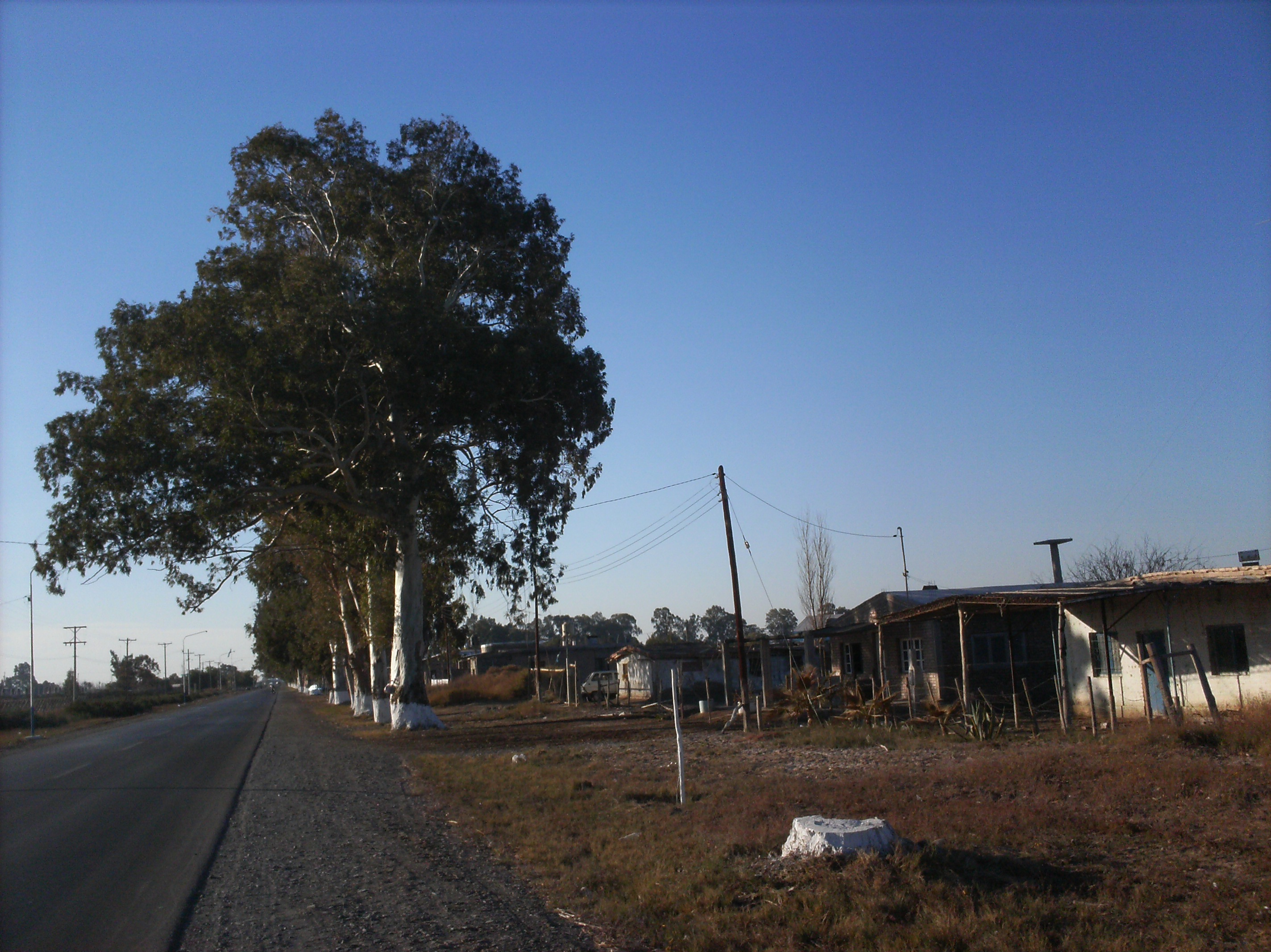
Vista de viviendas sobre ruta provincial 155 (calle Zapata) antes de arribar a la localidad de Las Chacritas.

Su población se destaca en mayoría por vivir en condiciones rurales, mientras que en minoría reside en un entorno urbano. 9 de julio, la localidad cabecera del mismo, concentra la mayor cantidad de habitantes. Por los servicios que brinda y por sus funciones administrativas, esta localidad es la más urbanizada del departamento.
Pero a pesar de la expansión de la zona residencial y de la construcción de numerosas casas quinta sin familias estables, es decir utilizadas como para el descanso o el oci en tiempos de receso, la ciudad conserva su perfil rural debido a la práctica de distintas actividades agrícolas. También se destaca la localidad de Las Chacritas, siendo la segunda localidad más importante del departamento, concentra una importante cantidad de habitantes gracias a su buen emplazamiento, ya que se ubica al paso de una de las vías de acceso que comunica la ciudad de San Juan con la de Buenos Aires.
Las principales localidades del cuentan con los servicios básicos, como energía eléctrica y agua potable. El área comercial, en cambio, no alcanza un gran desarrollo. En el ámbito educativo, 9 de julio implementa todos los niveles, menos el universitario.

### Sismicidad
La sismicidad del área de Cuyo (centro oeste de Argentina) es frecuente y de intensidad baja, y un silencio sísmico de terremotos medios a graves cada 20 años en distintas áreas aleatorias.
Terremoto de Caucete 1977el 23 de noviembre de 1977, la región fue asolada por un terremoto y que dejó como saldo lamentable algunas víctimas, y un porcentaje importante de daños materiales en edificaciones.
Sismo de 1861aunque dicha actividad geológica catastrófica, ocurre desde épocas prehistóricas, el terremoto del 20 de marzo de 1861 señaló un hito importante dentro de la historia de eventos sísmicos argentinos ya que fue el más fuerte registrado y documentado en el país. A partir del mismo la política de los sucesivos gobiernos mendocinos y municipales han ido extremando cuidados y restringiendo los códigos de construcción. Y con el terremoto de San Juan de 1944 del 15 de enero de 1944 (81 años) el gobierno sanjuanino tomó estado de la enorme gravedad sísmica de la región.
El Día de la Defensa Civil fue asignado por un decreto recordando el sismo que destruyó la ciudad de Caucete el 23 de noviembre de 1977, con más de 40.000 víctimas sin hogar. No quedaron registros de fallas en tierra, y lo más notable efecto del terremoto fue la extensa área de licuefacción (posiblemente miles de km²).
El efecto más dramático de la licuefacción se observó en la ciudad, a 70 km del epicentro: se vieron grandes cantidades de arena en las fisuras de hasta 1 m de ancho y más de 2 m de profundidad. En algunas de las casas sobre esas fisuras, el terreno quedó cubierto de más de 1 dm de arena.

## Economía

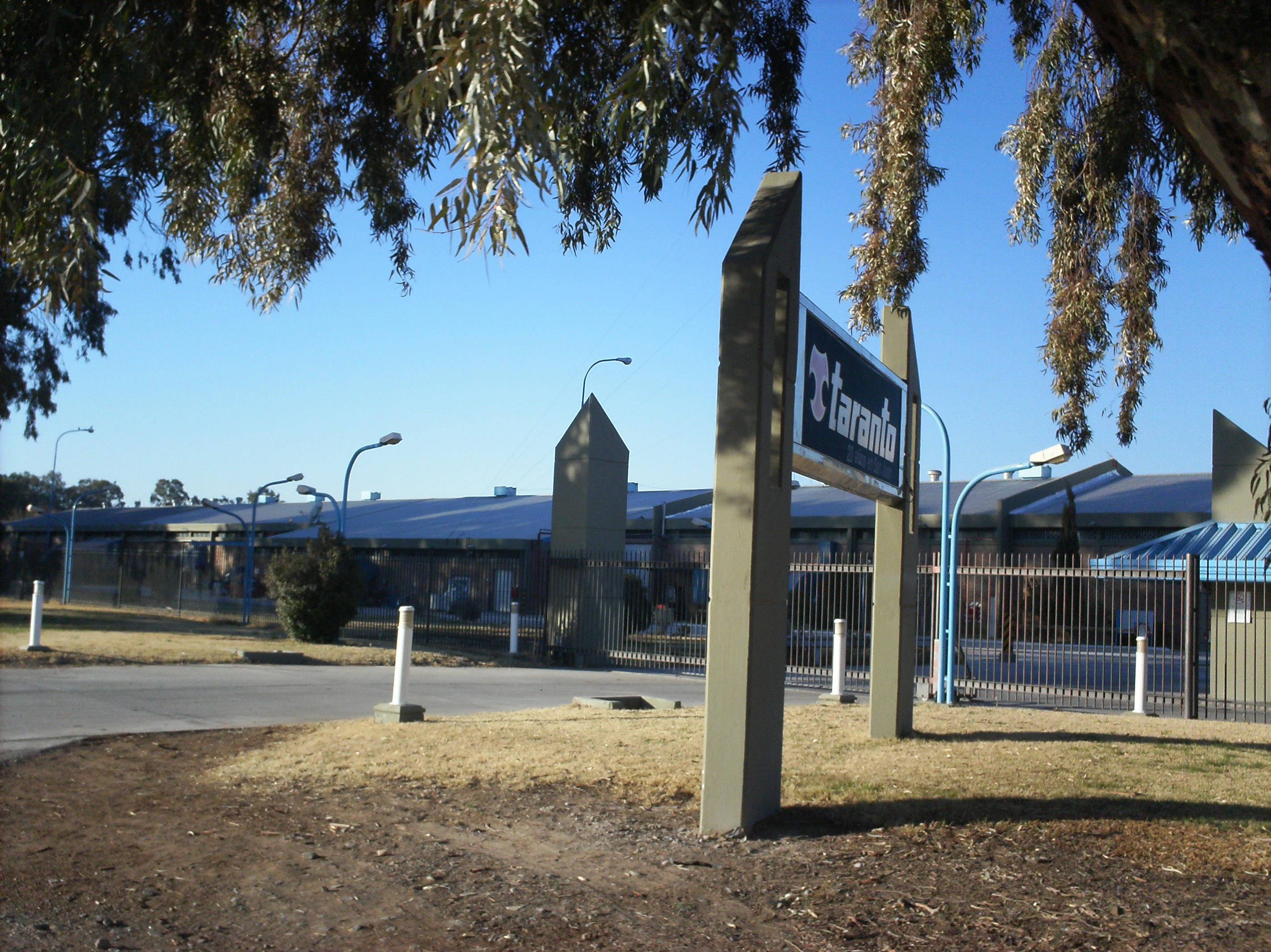
Ingreso al establecimiento industrial más importante del departamento donde se fabrican autopartes para vehículos (Taranto).

La principal actividad económica de este departamento es la agricultura, donde posee una superficie cultivada de 4.343 hectáreas, destinadas principalmente a la vid, olivo, hortalizas (como tomate, cebolla), frutales (como melón, ciruela, membrillo), forestales, cereales y forrajes.
En el caso de la industria se destaca la industria del vino, donde posee varias bodegas y una importante fábrica dedicada a la fabricación de juntas para motores de vehículos y polietileno